# رامک صافی
رامک صافی (انگلیسی: Ramak Safi؛ زاده ۷ فوریهٔ ۱۹۸۴) یک بازیکن فوتبال اهل ایران است.